# 達斡爾山脈
達斡爾山脈是俄羅斯的山脈，由外貝加爾邊疆區負責管轄，全長約300公里，山體由花崗岩和結晶片岩組成，海拔高度1,200至1,300米，最高點海拔高度1,526米。